# 彼得庫夫-特雷布納爾斯基
彼得庫夫-特雷布納爾斯基（波蘭語：Piotrków Trybunalski）是波蘭的城市，位於該國中部羅茲省，約有6.6萬名居民，是該省的第二大城市。
該城鎮原名彼得庫夫（Piotrków），在16世紀末是謝拉茲省的皇家市鎮。在二戰後，原名被加上了特雷布納爾斯基（Trybunalski）。在1975-1998年，該城鎮屬於彼得庫夫省，且為該省的首府。

## 外部連結
- 照片 （页面存档备份，存于） （波兰語）
- 衛星影像 （页面存档备份，存于）
- 中的“彼得庫夫-特雷布納爾斯基”